# Nedoceratops
Nedoceratops is een geslacht van uitgestorven plantenetende ornithischische dinosauriërs, behorend tot de groep van de Ceratopia, dat tijdens het Laat-Krijt leefde in het gebied van het huidige Noord-Amerika. De enige bekende soort is Nedoceratops hatcheri. Volgens sommige wetenschappers vertegenwoordigt de soort slechts een oud individu van Triceratops.

## Vondst en naamgeving
In 1891 vonden John Bell Hatcher en William Utterback in opdracht van Othniel Charles Marsh drie mijl ten zuidwesten van Lightning Creek, in Niobrara County, Wyoming, de schedel van een grote ceratopide. Marsh had die willen benoemen in zijn grote monografie over de Ceratopia maar overleed in 1899 voor hij het werk kon voltooien. Hatcher zette zich aan de taak de arbeid voort te zetten en bedacht voor de schedel de naam Diceratops, maar stierf zelf in 1904 nog voor het tot een publicatie kon komen. Richard Swann Lull benoemde toen in 1905 met Hatcher als postume medeauteur in een apart artikel de typesoort Diceratops hatcheri. De geslachtsnaam is afgeleid van het Klassiek Griekse, di, 'tweevoudig', keras, 'hoorn' en ops, 'gezicht', een verwijzing naar het feit dat de vorm anders dan de verwante Triceratops twee in plaats van drie hoorns had daar de neushoorn ontbrak. De soortaanduiding eert Hatcher.
Het holotype USNM 2412, de schedel, is gevonden in de Laramieformatie die stamt uit het Laat-Maastrichtien, ongeveer 67 miljoen jaar oud. Er zijn nooit andere vondsten aan de soort toegewezen.
In 1933 meende Lull dat de soort bij Triceratops hoorde, zij het als een subgenus, dus als een Triceratops (Diceratops) hatcheri. De meeste verschillen, zoals het bezit van openingen in het nekschild, verklaarde hij als pathologische afwijkingen, dus het gevolg van ziekte, bij een oud exemplaar verwant aan Triceratops obtusus. De soort kreeg daarna weinig aandacht en werd vanaf 1986 als een afwijkend individu van Triceratops horridus beschouwd, de enige triceratopssoort die men toen erkende. In 1990 echter stelde Catherine Ann Forster dat Diceratops toch een valide genus was, dat een eerdere afsplitsing van de tak die naar Triceratops leidde, vertegenwoordigde.
Eind twintigste eeuw was het tot de paleontologen doorgedrongen dat de geslachtsnaam al bezet was door de wesp Diceratops Foerster 1868. Een vervangingsnaam bleef echter uit. De Russische entomoloog Andrej Oekrainski hernoemde het geslacht daarom in 2007 tot Nedoceratops. De geslachtsnaam is afgeleid van het Russische voorvoegsel nedo~ dat een tekortkoming aanduidt, een verwijzing naar het feit dat de neushoorn ontbreekt. Onwetend van de eerdere publicatie publiceerde de paleontoloog Octávio Mateus in 2008 een tweede naam: Diceratus, dat dus een jonger synoniem is van Nedoceratops. Ondanks de hernoeming blijft Diceratops hatcheri volgens de regels de typesoort.
John Scannella kwam in 2009 met de hypothese dat Torosaurus slechts een oud exemplaar van Triceratops was. In 2010 stelden hij en Jack Horner dat Nedoceratops ook een, iets jongere, groeifase van de Triceratops vertegenwoordigde, waarbij al gaten in het nekschild begonnen te vallen. Volgens een publicatie uit 2011 van Andrew Farke echter, heeft Nedoceratops eigenschappen die niet passen in het model van Horner en Scannella. Hij stelt dat het holotype of een zeer afwijkend individu moet zijn geweest van Triceratops, of, waarschijnlijker, een aparte soort en daarmee een geldig taxon. De publicatie bevatte ook de eerste moderne beschrijving van Nedoceratops. Nicholas Longrich verwierp in 2012 ook de hypothese van Scanella & Horner maar meende juist dat het waarschijnlijk ging om een ziek individu van Triceratops, niet om een aparte soort.

## Beschrijving

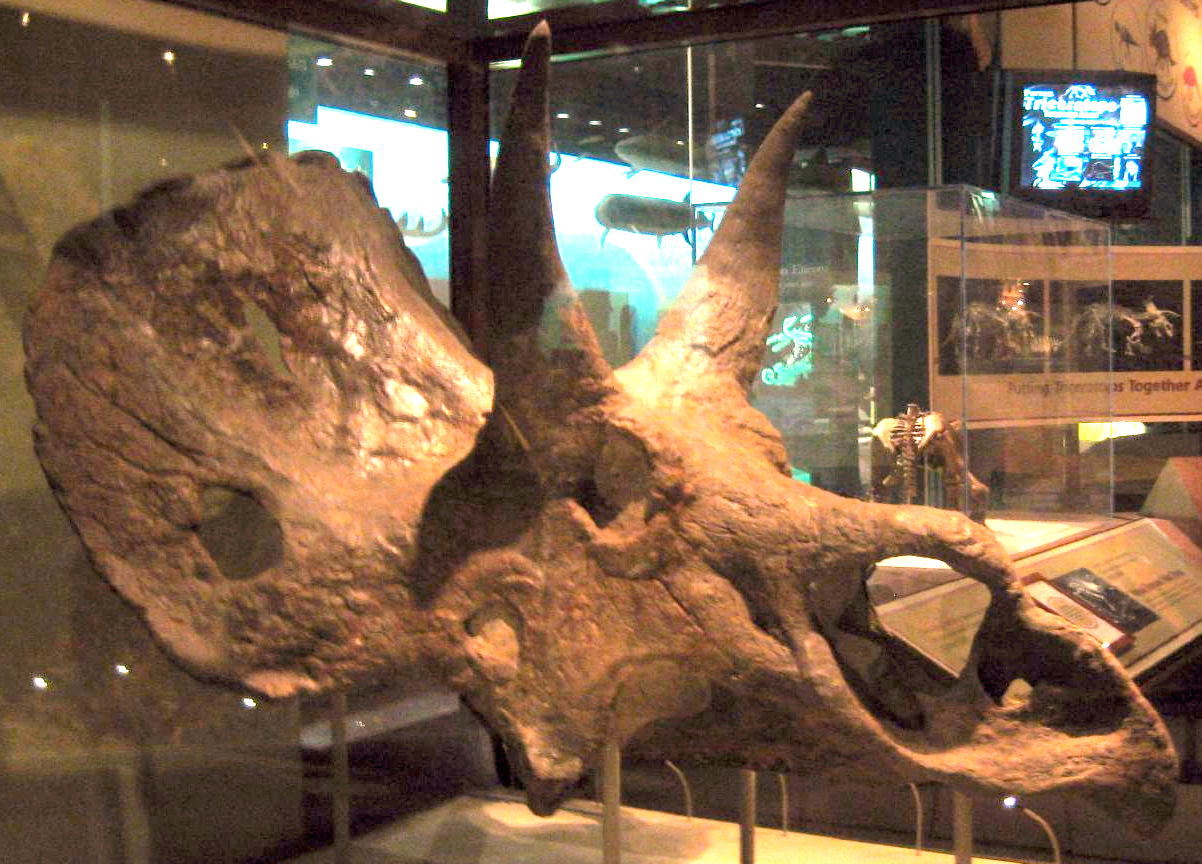
USNM 2412, het holotype van Nedoceratops

De schedel USNM 2412 wordt tentoongesteld in het National Museum of Natural History te Washington, D.C.. Hij is zwaar gerestaureerd met gips; de belangrijkste in feite ontbrekende delen zijn de linkerachterrand van het nekschild en de bovenste helft van de linkerhoorn. In 2000 raakte het exemplaar zwaar beschadigd toen een museumbezoeker er ten gevolge van een stoeipartijtje bovenop viel en de snuit afbrak; de schade werd daarna weer hersteld. In de huidige toestand is hij ongeveer twee meter lang; Lull schatte later dat de werkelijke lengte ongeveer 186 centimeter moet hebben bedragen. Het benadert daarmee in lengte de grootste schedels die van Triceratops gevonden zijn. 
De snuit is relatief lang ten opzichte van de rest van de schedel maar ook hoog, zodat een helling ontstaat die bij Triceratops alleen geëvenaard wordt door specimen USNM 4928, het oorspronkelijke holotype van T. calicornis. De hoorns zijn lang, ongeveer vierenzestig centimeter, maar staan bijna recht omhoog; hun onderste helft maakt een hoek van bijna exact negentig graden met de tandenrij van de bovenkaak. Het nekschild is vrij kort met stompe driehoekige epoccipitalia op de rand. Al deze eigenschappen komen ook bij exemplaren van Triceratops voor maar de combinatie is ongebruikelijk: rechtopstaande hoorns en een kort nekschild met uitsteeksels zijn typisch voor jongere exemplaren, lange hoorns en snuit ontwikkelen zich bij het ouder worden.
Afwijkend van Triceratops is het ontbreken van de neushoorn. Dit kenmerk is echter relatief: Nedoceratops heeft wel degelijk een bult waar triceratopia een spitsere verhoging hebben. Of er bij Triceratops sprake is van een apart been dat de hoornkern zou vormen, een epinasale, is omstreden.

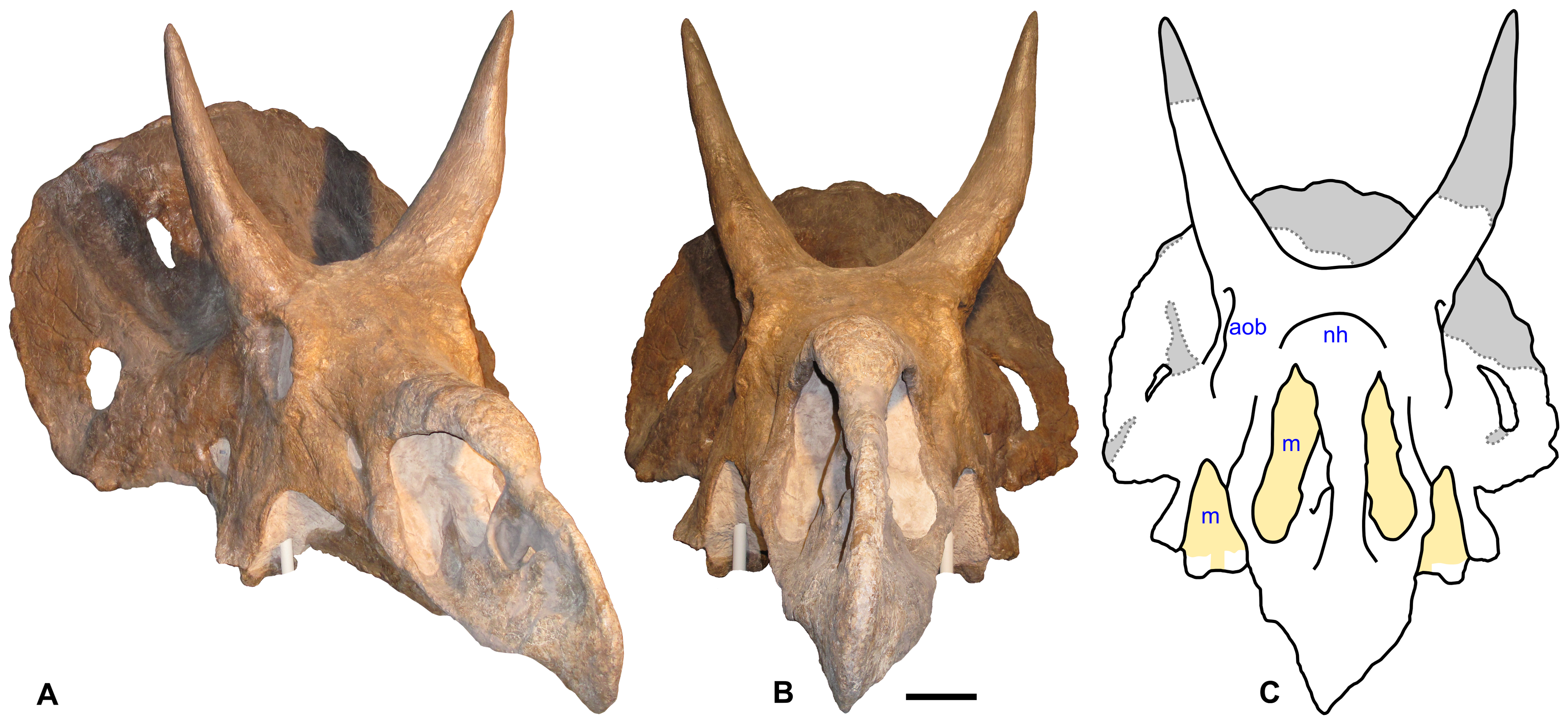
De schedel in verschillende aanzichten; rechts de gerestaureerde delen in grijs

Het duidelijkste verschil met Triceratops vormt het nekschild. Bij die laatste soort zijn de wandbeenderen massief en dik. Nedoceratops toont echter een kenmerk dat oorspronkelijk is voor de Ceratopidae: de wandbeenderen tonen langwerpige uithollingen waarin zelfs gaten aanwezig zijn. De fenestrae zijn echter veel kleiner dan bij Torosaurus en beslaan maar vijf procent van de oppervlakte van het been. Ook meer oorspronkelijk is de vorm van de squamosa die de zijkanten van het nekschild uitmaken. Anders dan bij Triceratops ligt vooraan hun onderkant hoger dan het tanddragend deel van de bovenkaak. Ze zijn meer verlengd, plat naar achteren toe uitlopend, net als bij Torosaurus, hoewel ze anders dan bij die vorm geen extra episquamosalia en geen verdikte middenrand hebben en ook geen uitholling op de tak die naar het jukbeen loopt. Ook de kanalen die van de voorhoofdsholten tot in de wandbeenderen lopen, volgen een route als bij Torosaurus. Een laatste overeenkomst met deze vorm is het voorkomen van kleine openingen voor in het slaapbeen, die bij Triceratops ontbreken. Het waren deze kenmerken van wandbeenderen en squamosa die Forster deden vermoeden dat Nedoceratops een eerdere zijtak vertegenwoordigde.
In de squamosa bevinden zich ook gaten. Daarvan is de botrand opgezwollen en ruw, een teken dat het om geïnfecteerde verwondingen kan gaan, opgelopen door gevechten met andere ceratopiden die het nekschild met hun wenkbrauwhoorns doorstaken. De gaten zijn daarbij asymmetrisch: dat aan de linkerkant is veel groter en toon een zeer extreme zwelling van de rand, 67 millimeter dik.
Volgens Scannella en Horner zijn de vormverandering van de squamosa en de gaten in de wandbeenderen ouderdomsverschijnselen. Het ontbreken van de neushoorn zien ze als een individuele afwijking: het dier zou die tijdens een gevecht kwijt kunnen zijn geraakt of er was sprake van een atypische resorptie van het neusbot tijdens het ouder worden. De combinatie van jeugdige en volwassen eigenschappen zien ze opnieuw als een geval van individuele variatie. Nedoceratops zou daarmee slechts een vroege fase in het verouderingsproces vertegenwoordigen. 
Farke heeft hiertegen ingebracht dat het individu langdurig volwassen moet zijn geweest, zoals getoond wordt door het diep geaderde nekschild. Hij vindt het daarom onwaarschijnlijk dat het alsnog op het punt stond de enorme transformaties door te maken die het in een torosaurus hadden moeten veranderen. Scannella & Horner stelden dat het vallen van gaten in het wandbeen voorafgegaan werd door een bobbeling van het bot in tegenstelling tot de meer gegroefde structuur van de achterrand. Farke wees erop dat bij Nedoceratops het bot rond de parietaalvensters echter niet bobbelig is maar geaderd. Volgens Scannella & Horner zou ook aan de onderkant van het nekschild een uitholling moeten ontstaan maar daarvan is bij Nedoceratops rond de parietaalvensters niets te vinden. In een nieuwe studie van Scanella & Horner uit 2011 in antwoord op Farke, stellen ze dat die laatste uitholling toch vaag aanwezig is. De hoogte van de squamosa en de uitholling op hun tak richting jukbeen zou bij Triceratops variabel zijn en dus geen onderscheidend kenmerk kunnen vormen. Het geringere aantal van vijf episquamosalia vergeleken met Torosaurus, terwijl er wel ruimte voor was op de voorste squamosumrand verklaarden ze door aan te nemen dat de voorste uitsteeksels bij USNM 2412 tijdens het fossiliseringsproces toevallig verloren waren gegaan of wellicht in een geval van individuele variatie sterk vergroeid.

## Fylogenie
Nedoceratops is in ieder geval een lid van de Chasmosaurinae binnen de Ceratopidae. Is de soort identiek aan Triceratops dan wordt de vraag naar haar positie in de stamboom irrelevant. Er zijn kladistische analyses uitgevoerd, uitgaande van de vooronderstelling dat het een aparte soort was. Een analyse van Wu Xiaochun uit 2007 leverde het volgende kladogram op:
|  | Anchiceratops   |
|  |                 |
|  | Arrhinoceratops |
|  |                 |

|  | Triceratops                                                 |
|  |                                                             |
|  | Eotriceratops                                               |
|  |                                                             |
|  | \| \| Nedoceratops \| \| \| \| \| \| Torosaurus \| \| \| \| |
|  |                                                             |
|  | Nedoceratops                                                |
|  |                                                             |
|  | Torosaurus                                                  |
|  |                                                             |

|  | Nedoceratops |
|  |              |
|  | Torosaurus   |
|  |              |

|  | Anchiceratops   |
|  |                 |
|  | Arrhinoceratops |
|  |                 |

|  | Triceratops                                                 |
|  |                                                             |
|  | Eotriceratops                                               |
|  |                                                             |
|  | \| \| Nedoceratops \| \| \| \| \| \| Torosaurus \| \| \| \| |
|  |                                                             |
|  | Nedoceratops                                                |
|  |                                                             |
|  | Torosaurus                                                  |
|  |                                                             |

|  | Nedoceratops |
|  |              |
|  | Torosaurus   |
|  |              |

|  | Anchiceratops   |
|  |                 |
|  | Arrhinoceratops |
|  |                 |

|  | Triceratops                                                 |
|  |                                                             |
|  | Eotriceratops                                               |
|  |                                                             |
|  | \| \| Nedoceratops \| \| \| \| \| \| Torosaurus \| \| \| \| |
|  |                                                             |
|  | Nedoceratops                                                |
|  |                                                             |
|  | Torosaurus                                                  |
|  |                                                             |

|  | Nedoceratops |
|  |              |
|  | Torosaurus   |
|  |              |

|  | Anchiceratops   |
|  |                 |
|  | Arrhinoceratops |
|  |                 |

|  | Triceratops                                                 |
|  |                                                             |
|  | Eotriceratops                                               |
|  |                                                             |
|  | \| \| Nedoceratops \| \| \| \| \| \| Torosaurus \| \| \| \| |
|  |                                                             |
|  | Nedoceratops                                                |
|  |                                                             |
|  | Torosaurus                                                  |
|  |                                                             |

|  | Nedoceratops |
|  |              |
|  | Torosaurus   |
|  |              |

|  | Anchiceratops   |
|  |                 |
|  | Arrhinoceratops |
|  |                 |

|  | Triceratops                                                 |
|  |                                                             |
|  | Eotriceratops                                               |
|  |                                                             |
|  | \| \| Nedoceratops \| \| \| \| \| \| Torosaurus \| \| \| \| |
|  |                                                             |
|  | Nedoceratops                                                |
|  |                                                             |
|  | Torosaurus                                                  |
|  |                                                             |

|  | Nedoceratops |
|  |              |
|  | Torosaurus   |
|  |              |

|  | Anchiceratops   |
|  |                 |
|  | Arrhinoceratops |
|  |                 |

|  | Triceratops                                                 |
|  |                                                             |
|  | Eotriceratops                                               |
|  |                                                             |
|  | \| \| Nedoceratops \| \| \| \| \| \| Torosaurus \| \| \| \| |
|  |                                                             |
|  | Nedoceratops                                                |
|  |                                                             |
|  | Torosaurus                                                  |
|  |                                                             |

|  | Nedoceratops |
|  |              |
|  | Torosaurus   |
|  |              |

|  | Anchiceratops   |
|  |                 |
|  | Arrhinoceratops |
|  |                 |

|  | Triceratops                                                 |
|  |                                                             |
|  | Eotriceratops                                               |
|  |                                                             |
|  | \| \| Nedoceratops \| \| \| \| \| \| Torosaurus \| \| \| \| |
|  |                                                             |
|  | Nedoceratops                                                |
|  |                                                             |
|  | Torosaurus                                                  |
|  |                                                             |

|  | Nedoceratops |
|  |              |
|  | Torosaurus   |
|  |              |

|  | Anchiceratops   |
|  |                 |
|  | Arrhinoceratops |
|  |                 |

|  | Triceratops                                                 |
|  |                                                             |
|  | Eotriceratops                                               |
|  |                                                             |
|  | \| \| Nedoceratops \| \| \| \| \| \| Torosaurus \| \| \| \| |
|  |                                                             |
|  | Nedoceratops                                                |
|  |                                                             |
|  | Torosaurus                                                  |
|  |                                                             |

|  | Nedoceratops |
|  |              |
|  | Torosaurus   |
|  |              |

Nedoceratops valt hierin uit als de nauwste verwant van Torosaurus, maar ook als verwant aan Triceratops. De hypothese van Scannella verklaart deze uitkomst door het delen door Nedoceratops en Torosaurus van dezelfde ouderdomskenmerken. Farke zag in 2011 Nedoceratops als nauwer verwant aan Triceratops dan aan Torosaurus.